# مزرعه شاه علی
مزرعه شاه علی یک منطقهٔ مسکونی در ایران است که در دهستان درزوسایبان واقع شده‌است. مزرعه شاه علی ۳۳ نفر جمعیت دارد.